# Wismar (Uckerland)
Wismar è una frazione del comune tedesco di Uckerland, nel Brandeburgo.

## Storia
Il 31 dicembre 2001 il comune di Wismar venne fuso con i comuni di Fahrenholz, Güterberg, Jagow, Lemmersdorf, Lübbenow, Milow, Nechlin, Trebenow, Wilsickow e Wolfshagen, formando il nuovo comune di Uckerland.

## Geografia antropica
La frazione di Wismar comprende la località di Hansfelde.

## Infrastrutture e trasporti
Il paese di Wismar è attraversato dalla strada circondariale 7343, che collega Strasburg a Groß Luckow.

## Amministrazione
Wismar è governata da un consiglio di frazione (Ortsbeirat) composto di 3 membri.